# Frontera entre Barbados i França
La frontera entre Barbados i França és la frontera, íntegrament marítima, que separa França (al nivell de Martinica i de la Guadeloupe) i de Barbados, a les Petites Antilles (mar Carib).

Mapa de les fronteres marítimes al Carib

## Història
Després de tres sessions de negociació dutes a terme successivament a Bridgetown (capital de Barbados) el 31 de maig i l'1 de juny de 2006, a París (capital de França) els dies 23 i 24 octubre de 2006, i de nou a Bridgetown el 21 i el 22 de novembre de 2007, aquesta frontera va ser definida per un acord signat a Bridgetown el 15 d'octubre de 2009, i publicat a França per un  decret el 15 de gener de 2010.

## Característiques
Les àrees marítimes de cadascun dels dos països estan delimitades per la línia equidistant de les seves respectives línies de base; s'uneix per arcs geodèsics els punts les coordenades geogràfiques dels quals són els següents (en el sistema geodèsic WGS84):
- Zones econòmiques exclusives :
  - 1 : 14° 06′ 56.8″ N, 59° 59′ 45.6″ O / 14.115778°N,59.996000°O
  - 2 : 14° 24′ 16.0″ N, 59° 42′ 22.0″ O / 14.404444°N,59.706111°O
  - 3 : 14° 46′ 41.0″ N, 59° 18′ 20.0″ O / 14.778056°N,59.305556°O
  - 4 : 15° 10′ 48.0″ N, 58° 52′ 01.0″ O / 15.180000°N,58.866944°O
  - 5 : 15° 18′ 00.0″ N, 58° 43′ 55.0″ O / 15.300000°N,58.731944°O
  - 6 : 15° 45′ 33.0″ N, 58° 09′ 43.0″ O / 15.759167°N,58.161944°O
  - 7 : 16° 01′ 09.9″ N, 57° 33′ 06.7″ O / 16.019417°N,57.551861°O
- Plataforma continental :
  - 8 : 16° 43′ 13.0″ N, 55° 52′ 47.0″ O / 16.720278°N,55.879722°O
  - 9 : 17° 06′ 57.0″ N, 54° 58′ 33.6″ O / 17.115833°N,54.976000°O